# Ammophila (rovarnem)

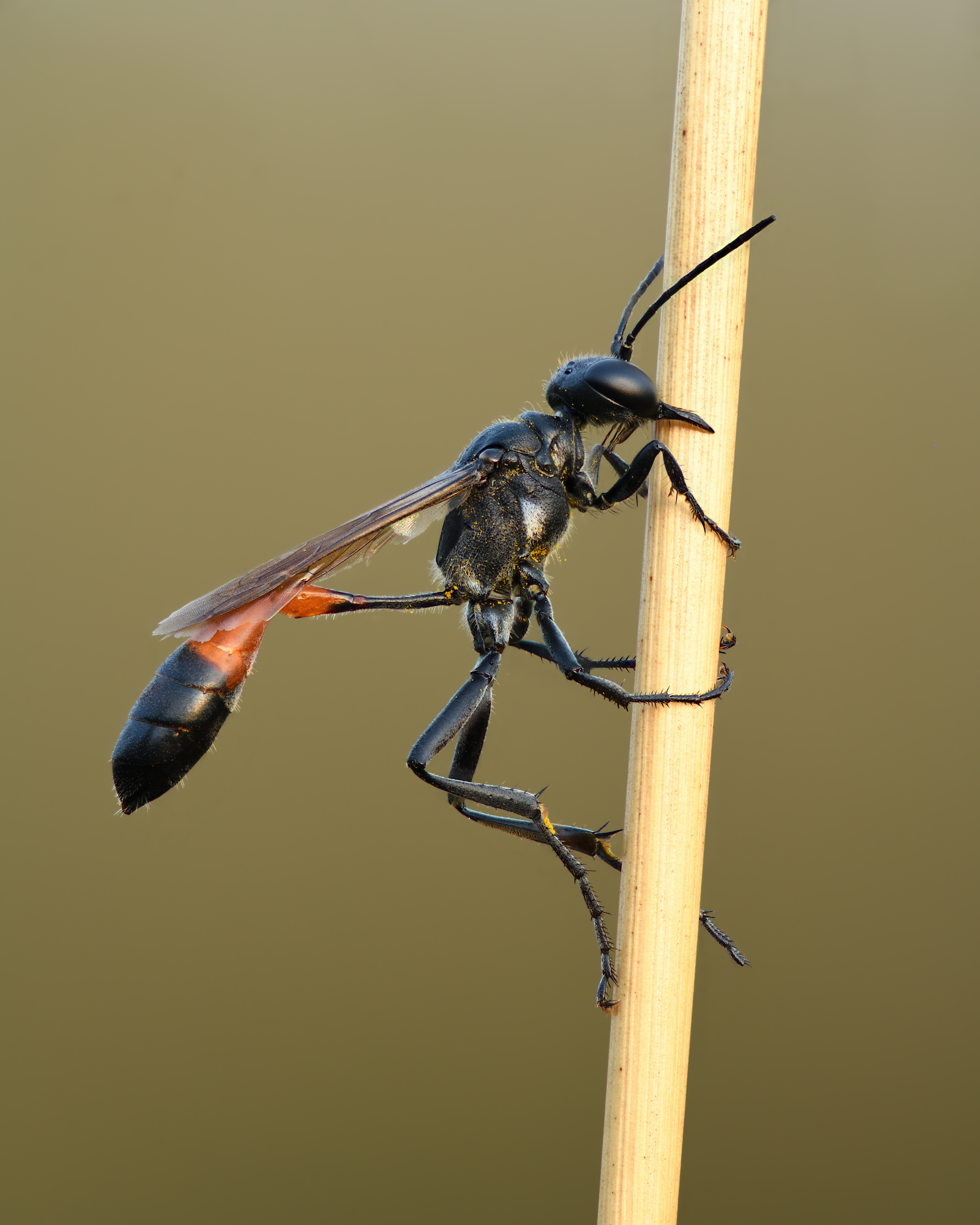
Ammophila pubescens

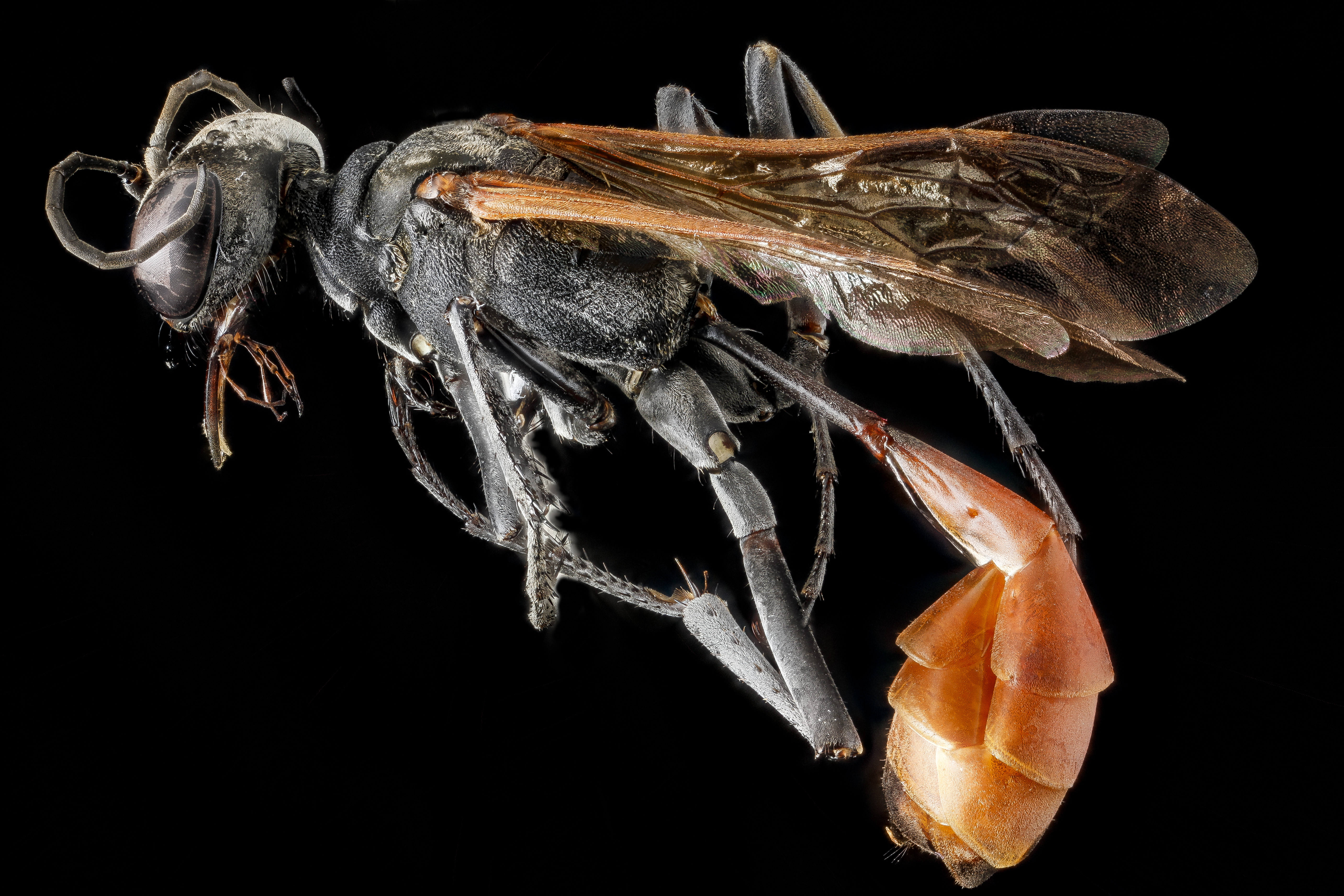
Ammophila apicalis

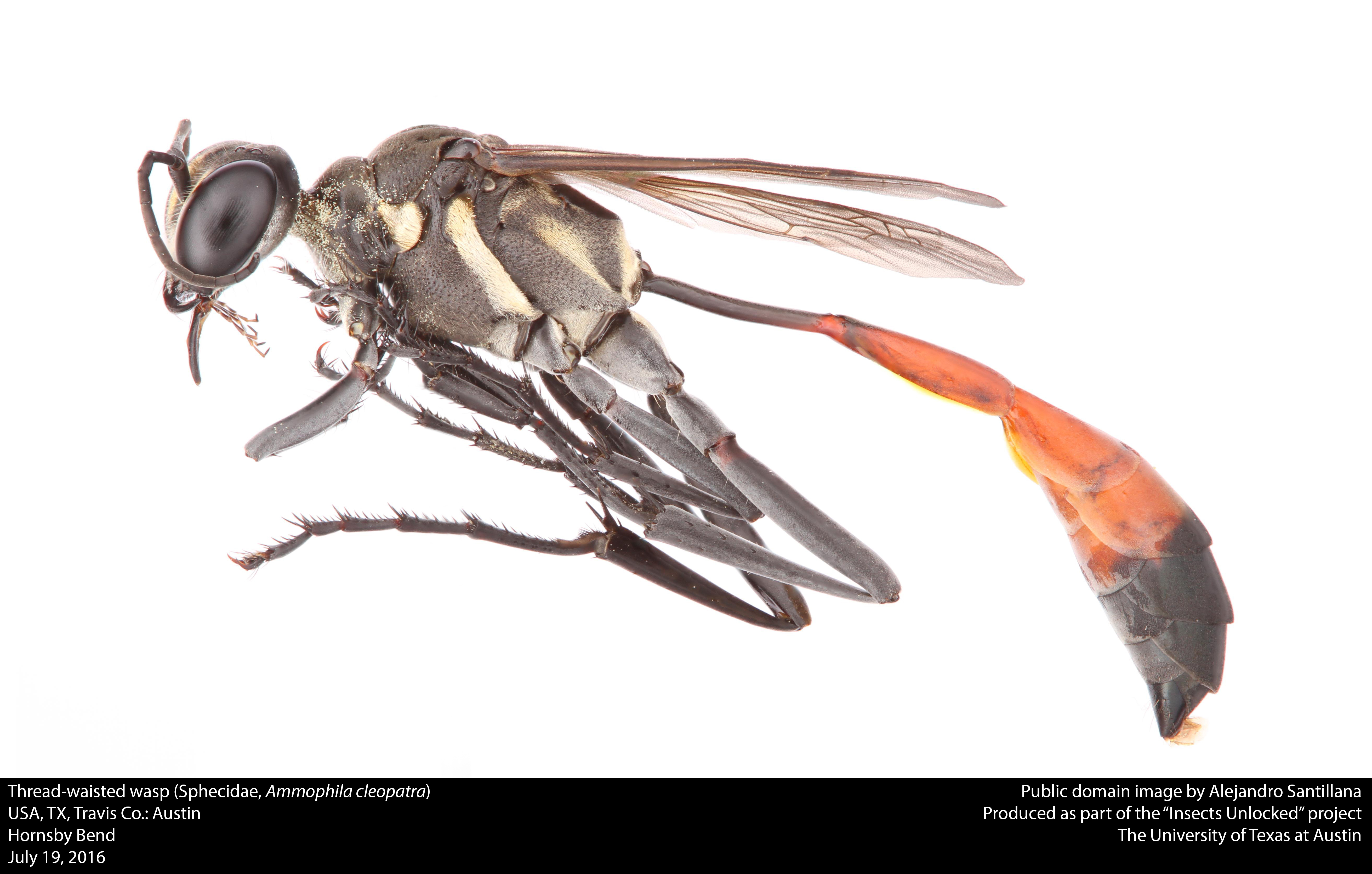
Ammophila cleopatra

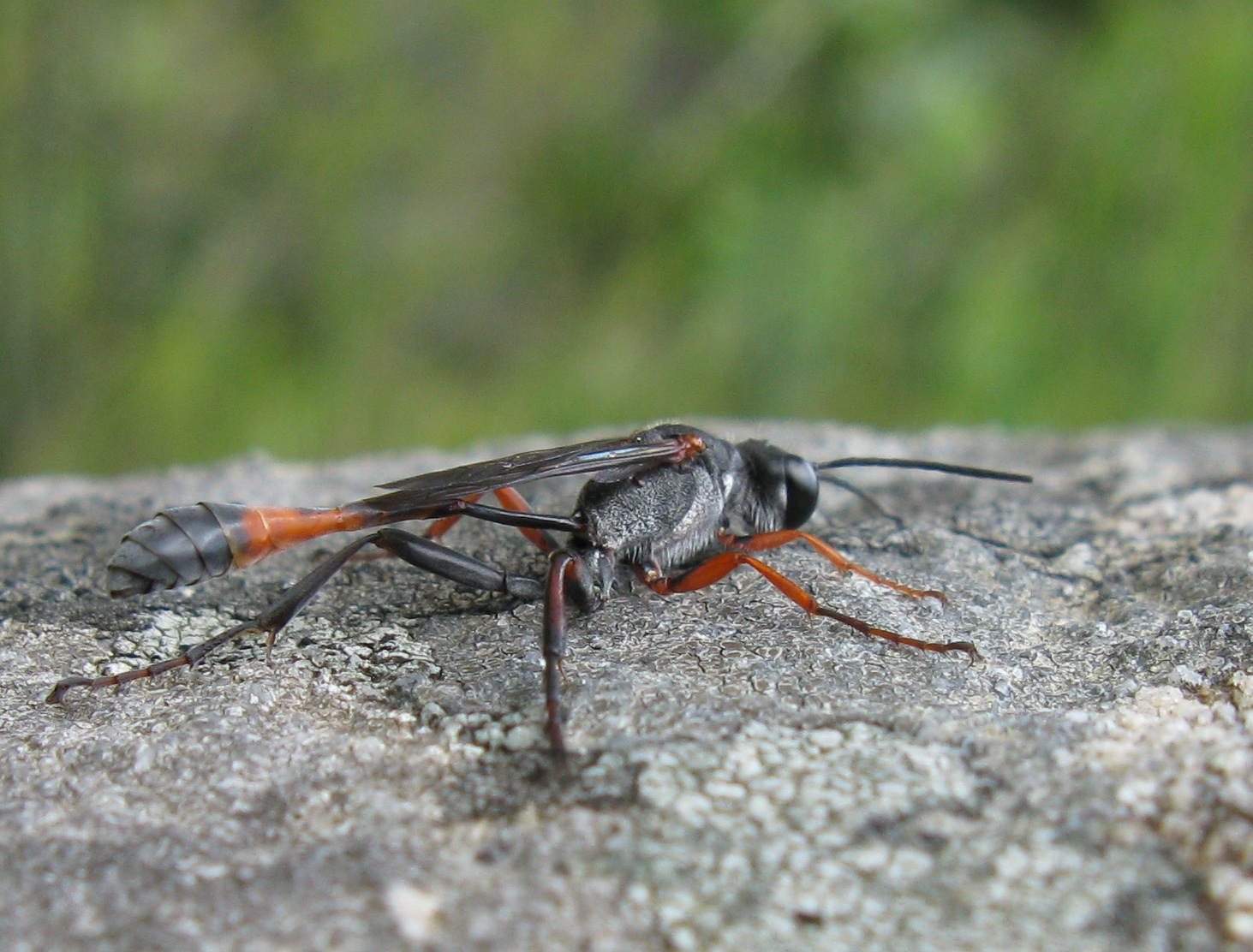
Ammophila ferrugineipes

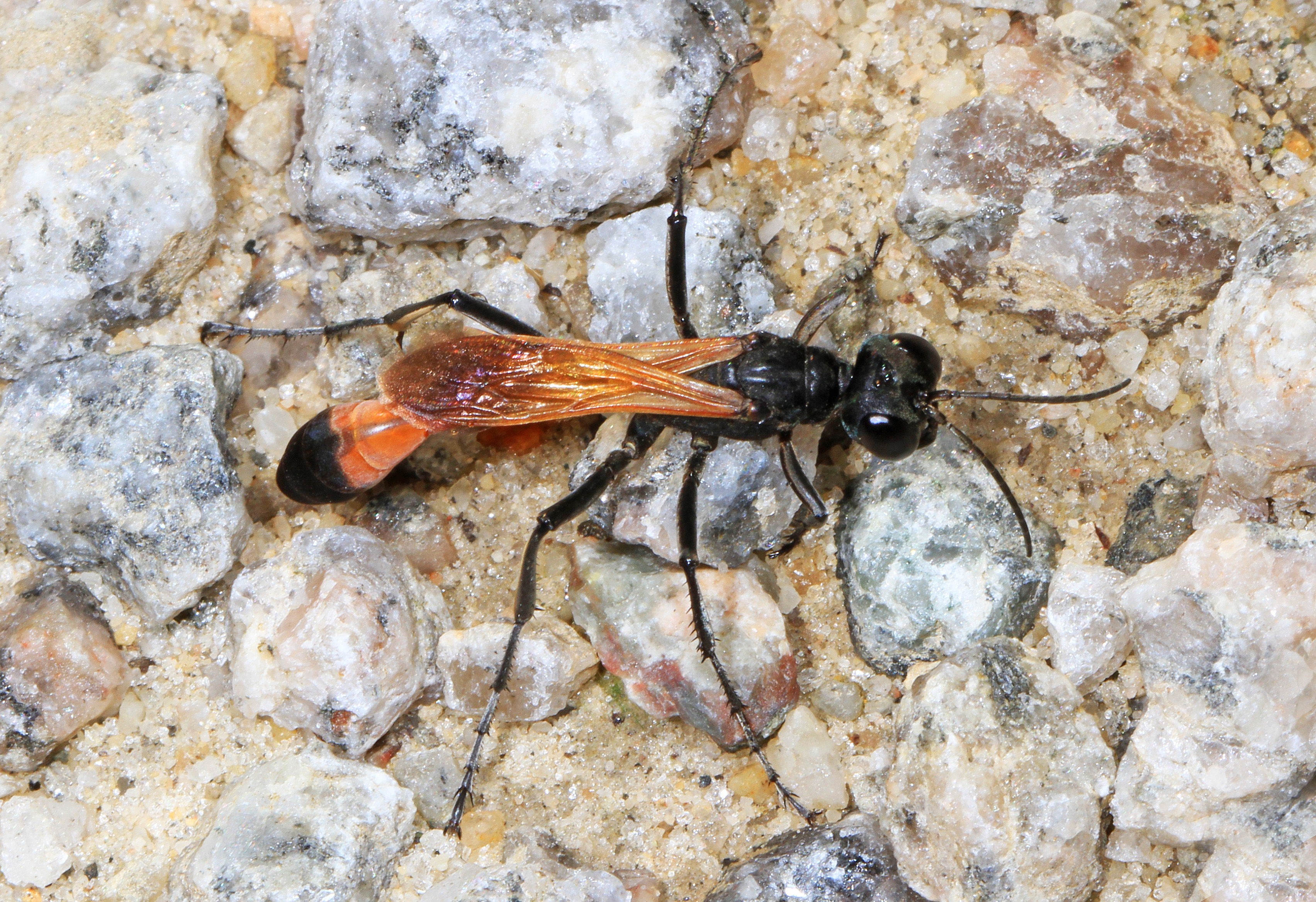
Ammophila pictipennis

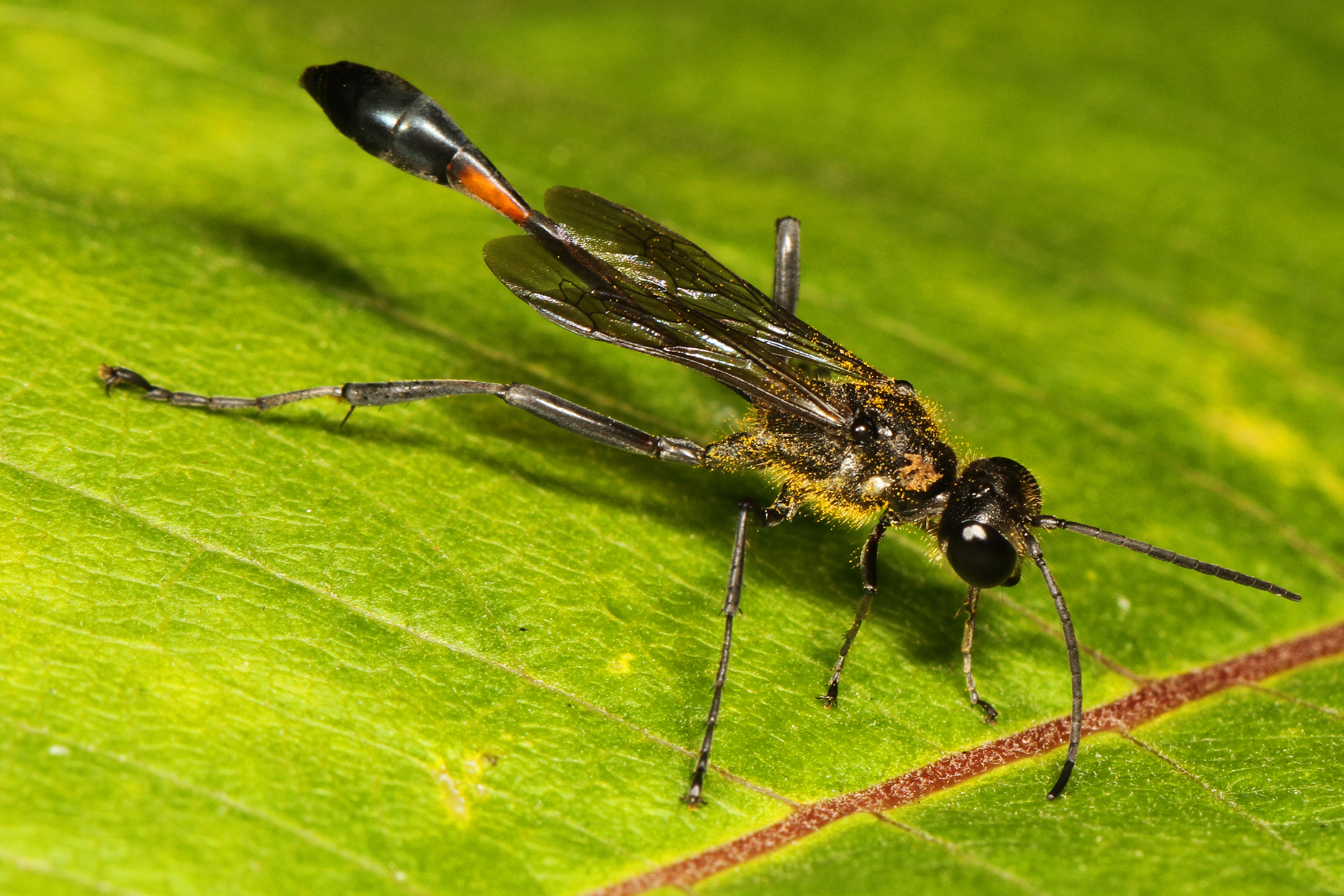
Ammophila procera

Az Ammophila a rovarok osztályának hártyásszárnyúak (Hymenoptera) rendjébe, ezen belül a kaparódarazsak (Sphecidae) családjába tartozó nem.

## Tudnivalók
Az Ammophila-fajok az Antarktisz kivételével az összes többi kontinens melegebb vidékén megtalálhatók. A testfelépítésük karcsú, hosszú és vékony potrohhal; a csápjaik olyan hosszúak, mint a fej és a tor együttvéve. A fészkeiket a homokos talajba készítik; lárváikat fajtól függően, különböző rovarfajokkal és pókfajokkal táplálják.

## Rendszerezés
A nembe az alábbi 204 faj tartozik (meglehet, hogy a lista hiányos):
- Ammophila aberti Haldeman, 1852
- Ammophila acuta  (Fernald, 1934)
- Ammophila adelpha Kohl, 1901
- Ammophila aellos Menke, 1966
- Ammophila afghanica Balthasar, 1957
- Ammophila albotomentosa Morice, 1900
- Ammophila altigena Gussakovskij, 1930
- Ammophila antenniferruginea Yan & Li, 2010
- Ammophila aphrodite Menke, 1964
- Ammophila apicalis Guérin-Méneville, 1835
- Ammophila arabica W.F. Kirby, 1900
- Ammophila ardens F. Smith, 1868
- Ammophila areolata Walker, 1871
- Ammophila argyrocephala Arnold, 1951
- Ammophila arnaudi Tsuneki, 1976
- Ammophila arvensis Lepeletier de Saint Fargeau, 1845
- Ammophila asiatica Tsuneki, 1971
- Ammophila assimilis Kohl, 1901
- Ammophila atripes F. Smith, 1852
- Ammophila aucella Menke, 1966
- Ammophila aurifera R. Turner, 1908
- Ammophila azteca Cameron, 1888
- Ammophila barbara (Lepeletier de Saint Fargeau, 1845)
- Ammophila barbarorum Arnold, 1951
- Ammophila basalis F. Smith, 1856
- Ammophila bechuana (R. Turner, 1929)
- Ammophila bella Menke, 1966
- Ammophila bellula Menke, 1964
- Ammophila beniniensis (Palisot de Beauvois, 1806)
- Ammophila boharti Menke, 1964
- Ammophila bonaespei Lepeletier, 1845
- Ammophila borealis Li & C. Yang, 1990
- Ammophila braunsi (R. Turner, 1919)
- Ammophila breviceps F. Smith, 1856
- Ammophila brevipennis Bingham, 1897
- Ammophila californica Menke, 1964
- Ammophila calva (Arnold, 1920)
- Ammophila campestris Latreille, 1809
- Ammophila caprella Arnold, 1951
- Ammophila cellularis Gussakovskij, 1930
- Ammophila centralis Cameron, 1888
- Ammophila clavus (Fabricius, 1775)
- Ammophila cleopatra Menke, 1964
- Ammophila clypeola Li & C. Yang, 1990
- Ammophila coachella Menke, 1966
- Ammophila conditor F. Smith, 1856
- Ammophila confusa A. Costa, 1864
- Ammophila conifera (Arnold, 1920)
- Ammophila cora Cameron, 1888
- Ammophila coronata A. Costa, 1864
- Ammophila crassifemoralis (R. Turner, 1919)
- Ammophila cybele Menke, 1970
- Ammophila dantoni Roth in Nadig, 1933
- Ammophila dejecta Cameron, 1888
- Ammophila dentigera Gussakovskij, 1928
- Ammophila deserticola Tsuneki, 1971
- Ammophila djaouak de Beaumont, 1956
- Ammophila dolichocephala Cameron, 1910
- Ammophila dolichodera Kohl, 1884
- Ammophila dubia Kohl, 1901
- Ammophila dysmica Menke, 1966
- Ammophila elongata Fischer de Waldheim, 1843
- Ammophila erminea Kohl, 1901
- Ammophila evansi Menke, 1964
- Ammophila exsecta Kohl, 1906
- Ammophila extremitata Cresson, 1865
- Ammophila eyrensis R. Turner, 1908
- Ammophila femurrubra W. Fox, 1894
- Ammophila fernaldi (Murray, 1938)
- Ammophila ferrugineipes Lepeletier de Saint Fargeau, 1845
- Ammophila ferruginosa Cresson, 1865
- Ammophila filata Walker, 1871
- Ammophila formicoides Menke, 1964
- Ammophila formosensis Tsuneki, 1971
- Ammophila ganquana Yang & Li, 1989
- Ammophila gaumeri Cameron, 1888
- Ammophila globifrontalis Li & Ch. Yang, 1995
- Ammophila gracilis Lepeletier de Saint Fargeau, 1845
- Ammophila gracillima Taschenberg, 1869
- Ammophila guichardi de Beaumont, 1956
- Ammophila haimatosoma Kohl, 1884
- Ammophila harti (Fernald, 1931)
- Ammophila hemilauta Kohl, 1906
- Ammophila hermosa Menke, 1966
- Ammophila heteroclypeola Li & Xue, 1998
- Ammophila hevans Menke, 2004
- Ammophila heydeni Dahlbom, 1845
- Ammophila holosericea (Fabricius, 1793)
- Ammophila honorei Alfieri, 1946
- Ammophila horni von Schulthess, 1927
- Ammophila hungarica Mocsáry, 1883
- Ammophila hurdi Menke, 1964
- Ammophila iliensis Kazenas, 2001
- Ammophila imitator Menke, 1966
- Ammophila induta Kohl, 1901
- Ammophila infesta F. Smith, 1873
- Ammophila insignis F. Smith, 1856
- Ammophila insolata F. Smith, 1858
- Ammophila instabilis F. Smith, 1856
- Ammophila juncea Cresson, 1865
- Ammophila kalaharica (Arnold, 1935)
- Ammophila karenae Menke, 1964
- Ammophila kennedyi (Murray, 1938)
- Ammophila koppenfelsii Taschenberg, 1880
- Ammophila laeviceps F. Smith, 1873
- Ammophila laevicollis Ed. André, 1886
- Ammophila laevigata F. Smith, 1856
- Ammophila lampei Strand, 1910
- Ammophila laticeps (Arnold, 1928)
- Ammophila lativalvis Gussakovskij, 1928
- Ammophila leclercqi Menke, 1964
- Ammophila leoparda (Fernald, 1934)
- Ammophila macra Cresson, 1865
- Ammophila marshi Menke, 1964
- Ammophila mcclayi Menke, 1964
- Ammophila mediata Cresson, 1865
- Ammophila menghaiana Li & Ch. Yang, 1989
- Ammophila meridionalis Kazenas, 1980
- Ammophila mescalero Menke, 1966
- Ammophila mimica Menke, 1966
- Ammophila mitlaensis Alfieri, 1961
- Ammophila modesta Mocsáry, 1883
- Ammophila moenkopi Menke, 1967
- Ammophila monachi Menke, 1966
- Ammophila mongolensis Tsuneki, 1971
- Ammophila murrayi Menke, 1964
- Ammophila nancy Menke, 2007
- Ammophila nasalis Provancher, 1895
- Ammophila nasuta Lepeletier de Saint Fargeau, 1845
- Ammophila nearctica Kohl, 1889
- Ammophila nefertiti Menke, 1964
- Ammophila nigricans Dahlbom, 1843
- Ammophila nitida Fischer de Waldheim, 1834
- Ammophila novita (Fernald, 1934)
- Ammophila obliquestriolae Yang & Li, 1989
- Ammophila obscura  Bischoff, 1912
- Ammophila occipitalis F. Morawitz, 1890
- Ammophila pachythoracalis Yang & Li, 1989
- Ammophila parapolita (Fernald, 1934)
- Ammophila parkeri Menke, 1964
- Ammophila peckhami (Fernald, 1934)
- Ammophila peringueyi (Arnold, 1928)
- Ammophila philomela Nurse, 1903
- Ammophila picipes Cameron, 1888
- Ammophila pictipennis Walsh, 1869
- Ammophila pilimarginata Cameron, 1912
- Ammophila placida F. Smith, 1856
- Ammophila planicollaris Li & C. Yang, 1990
- Ammophila platensis Brèthes, 1909
- Ammophila poecilocnemis Morice, 1900
- Ammophila polita Cresson, 1865
- Ammophila procera Dahlbom, 1843
- Ammophila producticollis Morice, 1900
- Ammophila proxima (F. Smith, 1856)
- Ammophila pruinosa Cresson, 1865
- Ammophila pseudoheydeni Li & He, 2000
- Ammophila pseudonasuta Bytinski-Salz in de Beaumont & Bytinski-Salz, 1955
- Ammophila pubescens Curtis, 1836
- Ammophila pulawskii Tsuneki, 1971
- Ammophila punctata F. Smith, 1856
- Ammophila punctaticeps (Arnold, 1920)
- Ammophila punti Guichard, 1988
- Ammophila regina Menke, 1964
- Ammophila roborovskyi Kohl, 1906
- Ammophila rubigegen Li & C. Yang, 1990
- Ammophila rubiginosa Lepeletier de Saint Fargeau, 1845
- Ammophila rubripes Spinola, 1839
- Ammophila ruficollis F. Morawitz, 1890
- Ammophila ruficosta Spinola, 1851
- Ammophila rufipes Guérin-Méneville, 1831
- Ammophila rugicollis Gussakovskij, 1930
- homoki hernyóölő (Ammophila sabulosa) (Linnaeus, 1758)  - típusfaj
- Ammophila sarekandana Balthasar, 1957
- Ammophila sareptana Kohl, 1884
- Ammophila saussurei (du Buysson, 1897)
- Ammophila separanda F. Morawitz, 1891
- Ammophila shoshone Menke, 1967
- Ammophila sickmanni Kohl, 1901
- Ammophila silvestris Kirkbride, 1982
- Ammophila sinensis Sickmann, 1894
- Ammophila sjoestedti Gussakovskij, 1934
- Ammophila smithii F. Smith, 1856
- Ammophila stangei Menke, 1964
- Ammophila strenua Cresson, 1865
- Ammophila striata Mocsáry, 1878
- Ammophila strumosa Kohl, 1906
- Ammophila subassimilis Strand, 1913
- Ammophila tekkensis Gussakovskij, 1930
- Ammophila terminata F. Smith, 1856
- Ammophila touareg Ed. André, 1886
- Ammophila tsunekii Menke in Bohart & Menke, 1976
- Ammophila tuberculiscutis Turner, 1919
- Ammophila tyrannica Cameron, 1890
- Ammophila unita Menke, 1966
- Ammophila untumoris Yang & Li, 1989
- Ammophila urnaria Dahlbom, 1843
- Ammophila vagabunda F. Smith, 1856
- Ammophila varipes Cresson, 1865
- Ammophila vetuberosa Li & C. Yang in Li, Li & Yang, 1994
- Ammophila vulcania du Buysson, 1897
- Ammophila zanthoptera Cameron, 1888
- Ammophila wahlbergi Dahlbom, 1845
- Ammophila wrightii (Cresson, 1868)
- Ammophila xinjiangana Li & C. Yang, 1989

### Fordítás
- Ez a szócikk részben vagy egészben  az   Ammophila (wasp) című angol Wikipédia-szócikk ezen változatának fordításán alapul.  Az eredeti cikk szerkesztőit annak laptörténete sorolja fel. Ez a jelzés csupán a megfogalmazás eredetét és a szerzői jogokat jelzi, nem szolgál a cikkben szereplő információk forrásmegjelöléseként.